# Archibasis melanocyana
Archibasis melanocyana là loài chuồn chuồn trong họ Coenagrionidae. Loài này được Selys mô tả khoa học đầu tiên năm 1877.